# Brdo Orehovečko
Brdo Orehovečko je naselje u Hrvatskoj u sastavu općine Svetog Petra Orehovca. Nalazi se u Koprivničko-križevačkoj županiji. 

## Zemljopis
Jugozapadno su Guščerovec, Dijankovec i Međa, zapadno je rječica, sjeverozapadno su Orehovec i Sveti Petar Orehovec, sjeverozapadno su Selanec i Zamladinec, sjeverno je Bočkovec, sjeveroistočno je Piškovec i Sveta Helena, jugoistočno su Križevci i Pesek.

## Stanovništvo
| broj stanovnika | 59    | 52    | 61    | 62    | 63    | 65    | 57    | 61    | 76    | 74    | 64    | 62    | 54    | 52    | 50    | 40    | 42    |
|                 | 1857. | 1869. | 1880. | 1890. | 1900. | 1910. | 1921. | 1931. | 1948. | 1953. | 1961. | 1971. | 1981. | 1991. | 2001. | 2011. | 2021. |